# Issa Album
| Recensione           | Giudizio |
| -------------------- | -------- |
| AnyDecentMusic?      | 6,5/10   |
| Metacritic           | 70/100   |
| AllMusic             |          |
| Consequence of Sound | C+       |
| Exclaim!             | 8/10     |
| HipHopDX             |          |
| HotNewHipHop         | 72%      |
| Pitchfork            | 6,5/10   |
| RapReviews.com       | 6,5/10   |
| Tiny Mix Tapes       |          |
| XXL                  |          |

Issa Album è il primo album in studio del rapper britannico 21 Savage, pubblicato il 7 luglio 2017 dalle etichette discografiche Epic Records e Slaughter Gang. L'uscita dell'album è stata supportata dal singolo Bank Account. L'album ha debuttato alla 2ª posizione della Billboard 200 ed ha ricevuto recensioni prevalentemente positive da parte della critica specializzata.

## Antefatti
Il 9 febbraio 2017, 21 Savage annunciò il titolo dell'album. Il 29 giugno ne fu rivelata la copertina. Il 2 luglio 2017 furono confermati i produttori dell'album.

## Singoli
Il primo singolo proveniente dall'album, Bank Account, fu rilasciato per l'airplay radiofonico l'8 agosto 2017. Il singolo debuttò alla 12ª posizione della Billboard Hot 100.

### Altre canzoni
Il brano "Issa", in collaborazione con Drake e Young Thug, era inizialmente programmato come singolo da rilasciare per l'album. Il 19 dicembre 2016 Young Thug pubblicò un video su Instagram in cui affermava che avrebbe collaborato all'album di debutto di 21 Savage. Tuttavia, nel maggio 2017, il brano originale trapelò online e ciò fece credere a molti fan che la canzone non facesse parte dell'album. Fu poi conferamto che 21 Savage avesse scartato la traccia dal proprio album.

## Performance commerciale
Issa Album ha debuttato alla 2ª posizione della Billoboard 200 con 77.000 copie vendute, di cui 22.000 in copia fisica. Il 19 ottobre 2017, l'album è stato certificato disco d'oro dalla RIAA, per aver raggiunto la soglia delle 500.000 copie vendute.

## Tracce
Crediti adattati da Tidal e da XXL.
1. Famous – 3:54 (testo: Shayaa Abraham-Joseph, Leland Wayne, Xavier Dotson – musica: Metro Boomin, Zaytoven)
2. Bank Account – 3:40 (testo: Abraham-Joseph, Wayne, Coleridge-Taylor Perkinson – musica: 21 Savage, Metro Boomin)
3. Close My Eyes – 4:52 (testo: Abraham-Joseph, Wayne – musica: Metro Boomin)
4. Bad Business – 2:42 (testo: Abraham-Joseph, Joshua Luellen – musica: Southside, Jake One, Sam Wish)
5. Baby Girl – 2:49 (testo: Abraham-Joseph, Jordan Jenks – musica: Pi'erre Bourne)
6. Thug Life – 4:23 (testo: Abraham-Joseph, Wayne, Curtis Mayfield – musica: Metro Boomin)
7. FaceTime – 3:59 (testo: Abraham-Joseph, Dijon McFarlane, Te Whiti Warbrick, Nicholas Audino, Lewis Hughes – musica: Mustard, Twice as Nice)
8. Nothin New – 3:39 (testo: Abraham-Joseph, Wayne, Dotson – musica: Metro Boomin, Zaytoven)
9. Numb – 4:31 (testo: Abraham-Joseph, Wayne – musica: Metro Boomin)
10. Dead People – 2:27 (testo: Abraham-Joseph, Luellen – musica: Southside, Jake One)
11. Money Convo – 3:33 (testo: Abraham-Joseph, Wayne – musica: Metro Boomin)
12. Special – 3:37 (testo: Abraham-Joseph, Wesley Glass – musica: Wheezy)
13. Whole Lot (feat. Young Thug) – 5:13 (testo: Abraham-Joseph, Wayne, Jeffery Williams – musica: Metro Boomin, Cubeatz)
14. 7 Min Freestyle – 7:11 (testo: Abraham-Joseph, Wayne – musica: Metro Boomin, Southside)

### Campionature
- Bank Account contiene un campione della composizione Flashbubs di Coleridge-Taylor Perkinson.
- Thug Life contiene un campione di Something He Can Feel, scritta da Curtis Mayfield ed eseguita da En Vogue.

## Formazione
Crediti adattati da Tidal ed XXL.
Musicisti
- 21 Savage – voce
- Young Thug – voce aggiuntiva (traccia 13)

Produzione
- Metro Boomin – produzione (tracce 1, 3, 6, 8, 9, 11, 13 e 14), co-produzione (traccia 2)
- Zaytoven – co-produzione (traccia 1), co-produzione (traccia 8)
- 21 Savage – produzione (traccia 2)
- Sam Wish – co-produzione (traccia 4)
- Jake One – co-produzione (tracce 4 e 10)
- Pi'erre Bourne – produzione (traccia 5)
- Mustard – produzione (traccia 7)
- Twice as Nice – co-produzione (traccia 7)
- Wheezy – produzione (traccia 12)
- Cubeatz – co-produzione (traccia 13)
- Southside – co-produzione (traccia 14), produzione (tracce 4 e 10)

Comparto tecnico
- Alex Tumay – missaggio
- Gordie Tumay – assistente tecnico
- Joe LaPorta – masterizzazione
- Blake Harden – registrazione
- Derrick Selby – registrazione
- Ethan Stevens – registrazione
- Anthony Gonzales – registrazione
- Brian Smith – registrazione
- Todd Bergman – registrazione (traccia 7)

## Classifiche

### Classifiche settimanali
| Classifica (2017)         | Posizione massima |
| ------------------------- | ----------------- |
| Australia                 | 42                |
| Belgio (Fiandre)          | 56                |
| Belgio (Vallonia)         | 195               |
| Canada                    | 8                 |
| Repubblica Ceca           | 74                |
| Danimarca                 | 29                |
| Finlandia                 | 23                |
| Francia                   | 106               |
| Italia                    | 76                |
| Nuova Zelanda             | 27                |
| Norvegia                  | 22                |
| Paesi Bassi               | 22                |
| Regno Unito               | 42                |
| Stati Uniti               | 2                 |
| Stati Uniti (R&B/Hip-Hop) | 2                 |
| Svezia                    | 37                |

### Classifiche di fine anno
| Classifica (2017) | Posizione massima |
| ----------------- | ----------------- |
| Stati Uniti       | 55                |